# Campeonato Asiático de Corta-Mato de 2005
A 8ª edição do Campeonato Asiático de Corta-Mato ocorreu no dia 12 de março de 2005 em Guiyang na China, um anos após a ultima edição ocorrida na Índia. A categoria por equipes foi constituída de três atletas para cada nacionalidade o que contou pontos na classificação final.

## Medalhistas
Esses foram os resultados do campeonato. 
| Evento                      | Ouro                  | Prata                  | Bronze                   |
| --------------------------- | --------------------- | ---------------------- | ------------------------ |
| Senior Masculino individual | Han Gang · China      | Zhang Yunshan · China  | Ahmad Juma Jaber · Catar |
| Senior Masculino por equipe | Catar                 | China                  | Irão                     |
| Junior Masculino individual | Lin Xiangqian · China | Zhang Wenliang · China | Yuji Saito · Japão       |
| Junior Masculino por equipe | China                 | Japão                  | Irão                     |
| Senior Feminino individual  | Li Helan · China      | Rina Fujioka · Japão   | Chen Xiaofang · China    |
| Senior feminino por equipe  | China                 | Japão                  | Índia                    |
| Junior Feminino individual  | Zhu Yanmei · China    | Akie Oshiyama · Japão  | Wang Shijuan · China     |
| Junior Feminino por equipe  | China                 | Japão                  | Singapura                |

## Quadro de medalhas
| Ordem | País      | Ouro | Prata | Bronze |    |
| 1     | China     | 7    | 3     | 2      | 12 |
| 2     | Catar     | 1    | 0     | 1      | 2  |
| 3     | Japão     | 0    | 5     | 1      | 6  |
| 4     | Irão      | 0    | 0     | 2      | 2  |
| 5     | Índia     | 0    | 0     | 1      | 1  |
| 6     | Singapura | 0    | 0     | 1      | 1  |
| Total | Total     | 8    | 8     | 8      | 24 |